# ロシアのウクライナ侵攻における偽情報

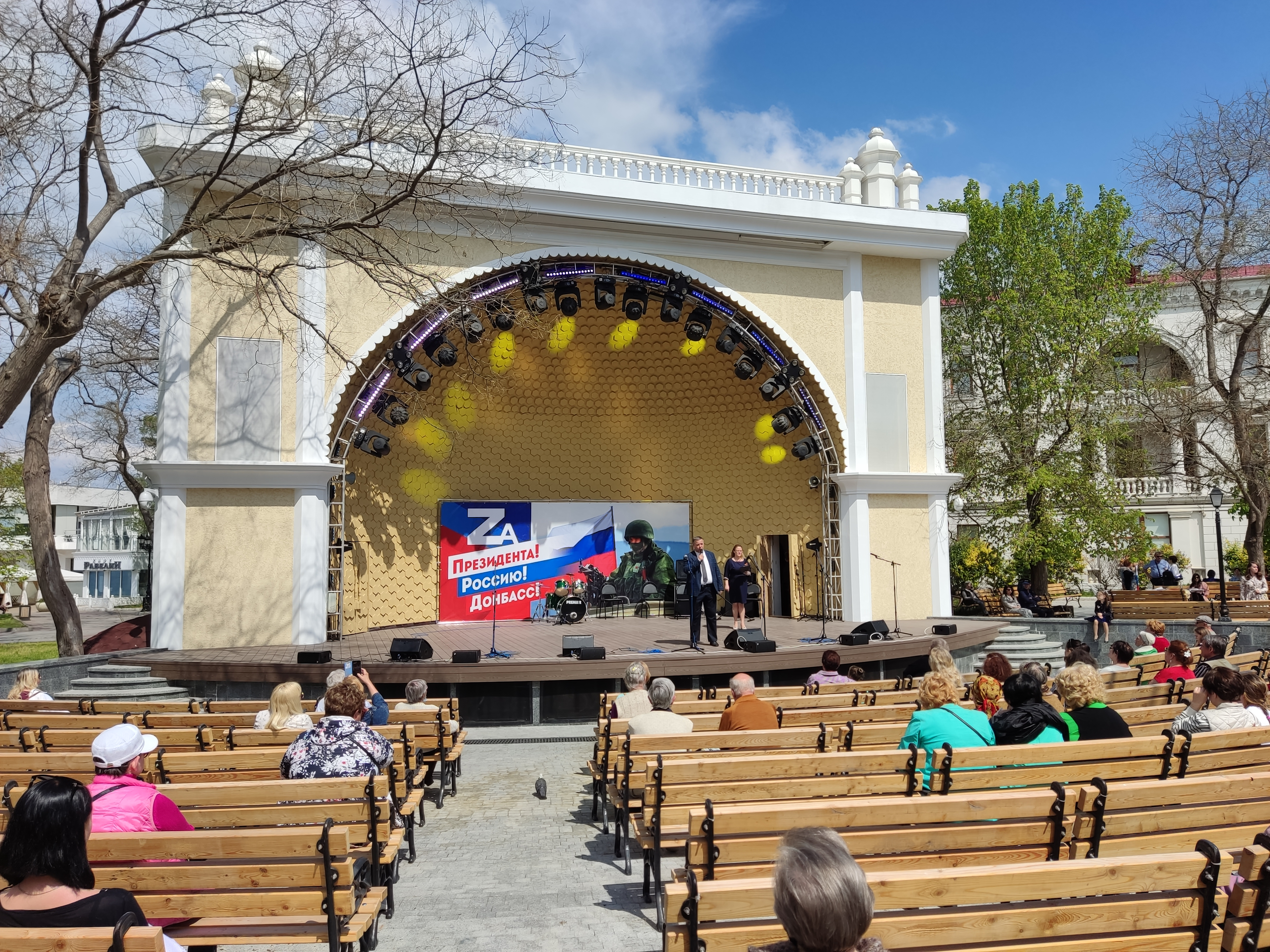
2022年4月にセヴァストポリで行われたロシアのプロパガンダの集会。ロシアのウクライナ侵攻をドンバスの防衛と描写している。スローガンは「大統領のために！ロシアのために！ドンバスのために！」

ロシアのウクライナ侵攻の一環として、ロシア国家と国営メディアは情報戦争で偽情報を拡散した。ロシアのウクライナ侵攻中の軍事プロパガンダに関する報道の大半はロシアの偽情報に焦点を当てていた。ウクライナメディアと政治家もプロパガンダと欺瞞を用いているとして非難されているが、そのような取り組みはロシアの偽情報キャンペーンと比べて限定的なものとされている。ロシアとウクライナ両方が、相手側に与えたと主張する損失を誇張している。
ロシアのプロパガンダとフェイクニュース記事は、ウクライナの生存権を攻撃し、ウクライナがネオナチ国家であり、ロシア語を話す人々を虐殺し、核兵器と生物兵器を開発し、悪魔主義の影響を受けていると非難した。 ロシアのプロパガンダはまた、NATOがウクライナを支配しており、ロシアを脅かすためにウクライナに軍事インフラを構築していると非難している。 この偽情報の一部はロシアのウェブ旅団によって拡散された。これは虚偽であり、侵略を正当化し、さらにはウクライナ人に対するジェノサイド行為を正当化するために作られたものであるとして広く否認されてきた。ロシア国家はウクライナでの戦争犯罪の実行を否定しており、ロシアのメディアはその一部をウクライナ軍のせいであると虚偽の非難を行った。偽情報の中には、ウクライナに対する国際的な支援を弱体化させようとするものや、ウクライナ難民に対する敵意を引き起こそうとするものもある。
ロシアの偽情報は、戦争報道の検閲とほとんどのメディアを国が統制しているため、ロシア国内では普及し、成功している。ロシアのメディアは、誤情報の多さのために活動が制限されている多くの西洋諸国や先進国でその評判は傷ついているが、多くの発展途上国で自国の視点を広めることで多くの成功を収めている。特に、中国の国営メディアは概ねロシア側に同情的であり、戦争報道を繰り返し検閲したり、ロシアのフェイクニュースや偽情報を再現したりしている。
ウクライナ支援の偽情報の記述は、楽観的すぎる死傷者の報告や、後に信用されなくなった「キエフの幽霊」などの愛国的な物語の宣伝に焦点を当てている。

## ロシアのテーマ
偽情報（世論を揺るがすことを目的とした嘘や誇張）は、ロシアのウクライナ侵攻の一環としてロシア国家、国営メディア、宣伝活動家、ロシアのウェブ旅団によって広められてきた。その目的はロシアの侵攻への支持を高め、侵攻反対勢力を弱めることである。また、ロシアの偽情報は、NATOに対抗するため、ウクライナを支援する西側諸国間に不和を生じさせようしたり、ロシアの戦争犯罪の隠蔽やもっともらしい否認を作り出そうとしたりしている。
以下は、ロシアのプロパガンダと偽情報によくあるテーマと、よくある反論の一部である。

### ウクライナの国民性と国家としての地位の否定
ロシアのプロパガンダはウクライナの独立国家としての地位とナショナル・アイデンティティをターゲットにしており、ウクライナ人を「小ロシア人」または「三位一体のロシア民族の一部」のように描いており、これは、17世紀以来、ロシア帝国主義者と国家主義者のレトリックのテーマとなっている。ロシアのウラジーミル・プーチン大統領は長年にわたり、ウクライナ国民のアイデンティティとウクライナの正当性に疑問を抱いており、2021年の自身のエッセイ『ロシア人とウクライナ人の歴史的一体性について』において、プーチンは「ウクライナ人がロシア人とは別個の国民であるという考え」には「歴史的根拠はない」と主張した。それ以来、ロシアの公式およびメディアの主張は、ウクライナは常にロシアであったというものである。国際問題教授のビョルン・アレクサンダー・デューベンは、「プーチンの歴史的主張は本格的な学術的精査に耐えられない」と述べ、プーチンは「ロシアの何世紀にもわたるウクライナへの抑圧的支配を称賛すると同時に、ロシアを『アメリカ帝国主義』の犠牲者として描写する新帝国主義的記述を受け入れている」と書いている
ロシア連邦安全保障会議副議長で前ロシア大統領のドミトリー・メドベージェフは、「ウクライナは国ではなく、人為的に集められた領土」だとし、ウクライナ語は「言語ではなく」 ロシア語の「雑種の方言」であると書いた。メドベージェフは、ウクライナはいかなる形でも存在するべきではなく、ロシアはウクライナのいかなる独立国家に対しても戦争を続けると述べた。
このような国家としての地位の否定は、ロシア当局によるジェノサイド扇動キャンペーンの一環であると言われている。国連特別報告者らは、ロシアの占領当局が「地元（ウクライナ）の文化、歴史、言語を抹消し」、強制的にロシアの言語と文化に置き換えようとしていると非難した。
2014年のウクライナの革命後、ロシアのレトリックはウクライナ政府を非合法なものとして言い表しており、彼らを「キーウ政権」または「ナチス/ファシスト軍事政権」と呼んだ。プーチン大統領は、彼らは「麻薬中毒者とネオナチの一団によって率いられている」と述べ、ウクライナは西側や米国による「外部管理下にある」と主張した。

### ナチズムの主張
プーチン大統領は、ウクライナ政府がネオナチ(しかしウクライナなどにはネオナチ集団であるアゾフ連隊などが存在している)であると主張をし、自身の目標の一つが「ウクライナの非ナチ化」であると発表した。ロシアのセルゲイ・ラブロフ外相も国連人権理事会での演説でプーチンの主張を繰り返し、多くの外交官が抗議の退席をした。 これらの主張は戦争を正当化するためにロシアのメディアで繰り返された。2022年4月、ロシア国営通信社RIAノーボスチはティモフェイ・セルゲイツェフの「ロシアはウクライナに対して何をすべきか」という記事を掲載し、記事の中でセルゲイツェフは、大半のウクライナ人は少なくとも「消極的なナチス」であると主張し、そのためウクライナとウクライナ人のナショナル・アイデンティティは一掃されなければならないと主張した。 伝えられるところによれば、ロシア国民の支持を得られなかったため、ロシアメディアでのウクライナの非ナチ化への言及は5月までに減り始めた。
これらのナチズム疑惑は、虚偽であり侵攻を正当化するためのロシアの偽情報キャンペーンの一環として広く否定されており、ウクライナ大統領ウォロディミル・ゼレンスキーがユダヤ人であり、親族にホロコーストの犠牲者がいることを多くの人が指摘している。
ナチズムとホロコーストに関する世界有数の歴史家の一部がプーチン大統領の主張を否定する声明を発表し、この主題に関する他の何百人もの歴史家や学者が署名した:
「我々は、ロシア政府がいわれのない侵略を正当化するために、ウクライナ国家とナチス政権を同一視することを強く拒否する。このレトリックは事実に誤りがあり、道徳的にいとわしく、何百万ものナチズムの犠牲者とナチズムに対して勇敢に戦った人々の記憶を深く傷つけるものだ」
著者らは、ウクライナにも他の国と同様に「右翼過激派や暴力的な外国人嫌いのグループが存在する」が、「そのどれもがロシアの侵略とウクライナの重大な誤評価を正当化するものではない」と述べている。アウシュヴィッツ・ビルケナウ博物館はプーチン大統領の主張を非難し、「またしても、単なる狂気の疑似帝国主義的誇大妄想のために罪のない人々が殺されている」と述べた。アメリカ合衆国ホロコースト記念博物館とヤド・ヴァシェムは、プーチン大統領によるホロコーストの歴史の悪用を非難した。ウクライナのユダヤ人も同様に、ウクライナがネオナチ国家であるとの主張を否定した。
ロシア政府のウクライナに対するナチズムの主張は、国民の間で戦争への支持を集めようとする試みの一部でもある。ロシアはヨーロッパ全土で極右グループを支援しているにもかかわらず、ロシアのプロパガンダは、この戦争をナチス・ドイツに対するソ連の「大祖国戦争」の継続であると枠付けている。ワシントン・ポストのミリアム・バーガーの言葉を借りれば、「『ファシズムとの戦い』というレトリックは、ナチス・ドイツとの戦いで多大な損失を被ったロシアに深く共鳴している」。このプロパガンダ活動の一環としてソ連の画像の一部が使用され、占領下のいくつかの町ではウクライナの国旗が勝利の旗に置き換えられた。
偽情報の専門家らは、ロシアがウクライナ人をナチスとして描写することは、ロシアの戦争犯罪を正当化するのに役立つと述べており、ロシアの国連代表は、このようにフロザへのミサイル攻撃を正当化した。 歴史家のティモシー・スナイダーは、ロシアの政権がウクライナ人に対するジェノサイド行為を正当化するためにウクライナ人を「ナチス」と呼んでいるとし、戦争推進派のロシア人は「ナチス」を「ロシア人であることを拒否するウクライナ人」という意味で使っていると述べた。ロシアのネオファシスト、アレクサンドル・ドゥーギンは、単純に「ウクライナのナチズムをロシア恐怖症と同一視する」ことを提案した。ドゥーギンは、反ユダヤ主義の定義についてユダヤ人が「独占」しているのと同じように、ウクライナのナチズムとロシア恐怖症を定義できるのはロシアだけであるべきだと主張した。ウクライナ当局者らは、ウクライナにおけるロシア自身の行動はナチス・ドイツに似ていると反論し、スナイダーを含む一部の評論家は、 プーチン大統領のロシアをファシスト国家に喩えている（「ラシズム」を参照）。ルシッチ・グループやワグネル・グループなどの侵攻に参加した一部のロシア部隊は、ネオナチズムと結びついている。ロシアの極右グループも、ドンバスのロシア代理勢力の中で主要な役割を果たした。
多くの国と同様、ウクライナには右派セクターやスヴォボーダなどの非主流の極右が存在するものの、政府、軍、選挙区で極右イデオロギーに対する広範な支持がないため、ロシア政府がウクライナにおける極右の影響力を大幅に誇張していることにアナリストは概ね同意している。2019年のウクライナ議会選挙では、右派セクターを含む極右政党連合は得票率2％にとどまり、議席を獲得できなかった。ウクライナのアゾフ連隊は極右の起源を持ち、ネオナチも含まれていたことからロシア政府のプロパガンダの中心となっていたが、侵攻時までに連隊はほぼ非政治化されていた。2022年の対過激主義プロジェクト報告書は、アゾフ連隊をもはやネオナチと定義することはできないと結論付けた。

### ドンバス虐殺疑惑

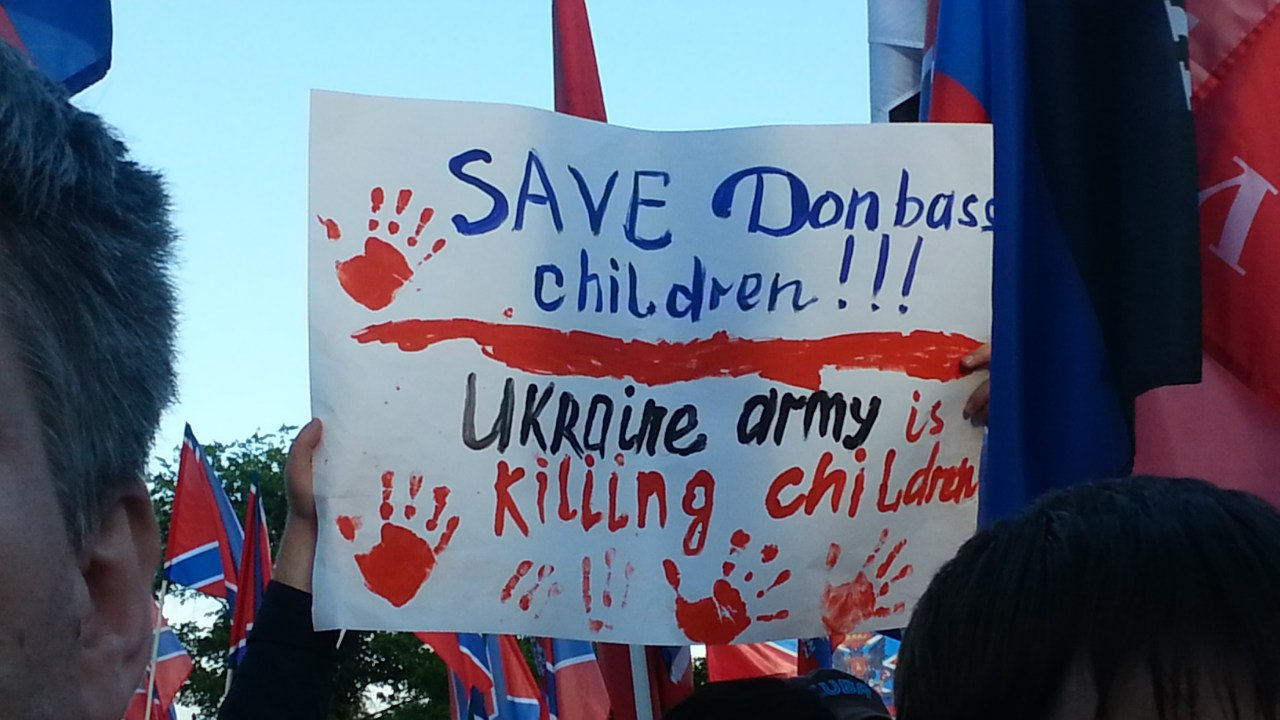
2014年6月11日にモスクワで行われたノヴォロシアを支持する集会

侵攻の発表の中で、プーチン大統領は、ウクライナが主にロシア語を話すドンバス地域でジェノサイドを行っていると主張した。プーチンは、ロシアの「軍事作戦」の目的は、ロシアが支配するドネツクとルハンシク共和国の「国民を守る」ことだと述べた。プーチン大統領は、彼らは8年間にわたり「キエフ政権によるジェノサイド」に直面していると主張しているが、この主張には証拠がなく、侵攻を正当化する口実として広く否定されている。欧州委員会はこの疑惑を「ロシアの偽情報」と呼んだ。ジェノサイドに関する300人以上の学者が、ロシアが「自国の暴力を正当化する」ために「ジェノサイド」という用語を乱用していることを拒否する声明を発表した。ウクライナはロシアの請求に異議を申し立て、国際司法裁判所（ICJ）に訴訟を起こした。 ICJは、ウクライナによるジェノサイドの証拠は確認されていないと述べた。
ドンバス戦争では兵士と民間人合わせて約14,300人が死亡した。 国連人権高等弁務官事務所によると、（内訳は）6,500人がロシアの代理勢力、4,400人がウクライナ軍、そして前線の両側の民間人が3,404人である。 民間人の死者の大多数は（開戦）1年目で死亡しており、 ドンバス戦争における死亡率は実際には2022年のロシア侵攻前に低下していた。2019年には紛争関連の民間人死亡者が27人、2020年には26人、2021年には25人で、その半数以上が地雷や不発弾によるものであった。比較すると、ロシアの全面侵攻後の2022年3月には4,163人の民間人が死亡し、その1か月だけで約8年間のドンバス戦争よりも多くの民間人が死亡したことを意味する。侵攻以来、ロシア国営メディアと親ロシア政府のテレグラムチャンネルは、ウクライナ軍がマリウポリの民間目標を攻撃し、ウクライナの都市を爆撃したと濡れ衣を着せた。

### NATO侵略疑惑

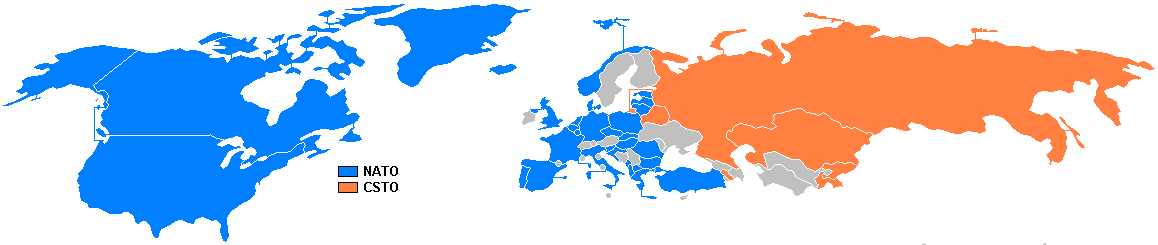
2022年の侵攻開始時のNATO (青) とCSTO (オレンジ) 加盟国の地図。

ロシアのプロパガンダは、NATOが侵攻を誘発し、ロシアは自国を守るためにウクライナに侵攻しなければならなかったと主張することが多い。侵攻を発表した演説の中でプーチン大統領は、NATOがウクライナに軍事インフラを構築し、ロシアを脅していると主張をした。ウクライナはNATOの加盟国ではないが、プーチン大統領は同国はNATOの管理下にあると主張した。 侵攻が始まった後、ロシア国営メディアは一部のウクライナ軍部隊がNATOの指揮下にあり、 数千人のNATO兵士が殺害されたと虚偽の主張をした。ロシア政府は、侵攻後にNATO加盟国がウクライナに軍事援助を送ったため、NATOがロシアに対して「代理戦争」を仕掛けていると非難した。
NATOは、ロシアが加盟するCSTOのように31の加盟国からなる集団安全保障同盟であり、加盟国以外では、相手政府の要請に応じてコソボとイラクにのみ軍事駐留している 2002年、プーチン大統領は、ウクライナとNATOの関係はロシアの懸念事項ではないと述べ、ロシアがクリミアを併合するまでNATOとロシアは協力していた。NATOはロシアとは戦争状態にないと主張しており、その公式方針は、対立を求めるものではなく、ウクライナの「国連憲章に明記されている自衛の権利」を支持している。ローレンス・フリードマンは、ウクライナをNATOの「代理人」と呼ぶのは、「ウクライナ人が戦っているのは彼らが残忍な侵略にさらされているというより明白な理由ではなく、NATOが彼らをそそのかせてそうさせているに過ぎない」という誤ったほのめかしをしていると書いた。フリードマンは、この侵略を打ち負かせばロシアのさらなる拡大主義を阻止できる可能性があり、「NATOにとってはボーナス」だが、ロシアのいかなる弱体化も「モスクワの愚行」に起因するもので「NATOの意図ではない」と述べた。 ゲラント・ヒューズは、ウクライナをNATOの「代理人」と呼ぶことはウクライナ人を侮辱し軽蔑するものであり、彼らの自主性を否定し、彼らが本当は国を守る意志がないことをほのめかしていると述べた。
もう一つの主張は、NATOが東欧諸国を加盟させないという約束を破ったというものであり、この暗黙の約束は1990年にソ連の指導者ミハイル・ゴルバチョフに対して行われたとされるが、NATOとゴルバチョフの両者はそれを否定した。ソビエト連邦の崩壊からロシアの侵攻までの間に、東欧の14か国がNATOに加盟したが、ロシアと国境を接する国が加盟したのは2004年が最後だった。ウクライナは2014年のロシア軍事介入以来NATO加盟を求めており、2022年の侵攻後に再びNATO加盟を申請した。ポリティコによれば、この問題に対する「プーチン大統領の過敏症」のため、同盟加盟国はウクライナの加盟の可能性について議論することに慎重になっているという。ロシア連邦安全保障会議は、ウクライナがNATOに加盟すれば、第三次世界大戦が勃発するだろうと警告した。
ロシアの侵略に駆られてフィンランドがNATOに加盟し、NATO加盟国と接するロシアの国境の長さは2倍になった。プーチンはフィンランドの加盟はウクライナと異なり脅威ではないが、「この地域での軍事インフラの拡大は確実に我々の対応を引き起こすだろう」と語った。

### 暗殺および妨害行為の疑い
2022年2月18日、ルハンシク人民共和国は、ロシアに避難する女性と子供で一杯の列車を爆破するために準備された爆発物を満載した車両を撤去する様子を映したとされる映像を公開したが、この映像のメタデータは、2019年6月12日に録画されたことを示していた。
分離独立国家のドネツク人民共和国も2022年2月18日、ポーランド人が塩素タンクの爆破を試みている様子とする映像を公開し、ロシアのメディアがこの映像を広めた。動画のメタデータによると、この動画は2022年2月8日に作成され、フィンランドの軍事射撃場で撮影された2010年のYouTube動画など、さまざまな音声または映像の一部分が含まれていた。ウクライナ情報機関は映像の責任はロシアの諜報機関GRUにあるとした。
ベリングキャットによると、「ウクライナのスパイ」による「分離主義者の警察署長」が爆撃されたとされる事件がロシア国営テレビで放送され、古い「緑の軍用車両」が爆破されたという視覚的な証拠が示された。古い車のナンバープレートは分離主義者の警察署長のものだったが、同じナンバープレートが別の新しいSUVにもつけられていた。
2022年2月22日、ウクライナのロシア人民民兵組織は、ドネツク・ゴルロフカ間高速道路で車に乗った民間人3人が死亡した「テロ攻撃」でウクライナを非難した。France 24は、この事件を、現場を仕立て上げるために遺体安置所から運び込まれた可能性のある死体を使った偽旗未遂事件だと説明した。

### ロシアがドンバス戦争を終わらせようとしたとの主張
2022年9月7日、東方経済フォーラムで、プーチンはロシアはいかなる軍事作戦も「始めて」おらず、「ウクライナ国内でのクーデター」後の2014年に始まった軍事作戦を終わらせようとしていただけだと主張した。 逆に、2014年2月のロシアによるクリミアの併合はロシア・ウクライナ戦争の始まりとみなされている。

### ウクライナの生物・放射性兵器

#### 生物兵器研究所
2022年3月、ロシアは、ウクライナが米国関連の研究所のネットワークで生物兵器を開発していると主張した。中国外務省と中国国営メディアはロシアの主張を広め、Qアノンのプロモーターも偽情報を繰り返していた。BBC Reality Checkでは、その主張を裏付ける証拠は見つからなかった。国連もこの主張に反論した。 ロシア国内外のロシアの生物学者は、その主張が「明らかな虚偽」であるとして、主張の嘘を暴いた。
研究者のアダム・ローンズリーによると、クレムリンは旧ソ連共和国の普通の生物学研究所の信用を傷つけてきた歴史があり、過去には、ウクライナに対する主張と同様に、ジョージアとカザフスタンに関する陰謀論を広めていた。

#### 生物兵器としての鳥
2022年3月以前、ロシア国防省は、米国がウクライナで生物兵器を製造しているという根拠のない非難を行っていた。3月10日、ロシア国防省のイゴール・コナシェンコフ報道官は、ロシアが管理するテレビメディア「RIAノーボスチ」で、アメリカは、致死率の高い病気をロシア国民の間に蔓延させるために、ウクライナで鳥を訓練しているとの陰謀論を述べ、米軍には、「死亡率50％」の鳥インフルエンザの拡散型およびニューカッスル病のウイルスを鳥に感染させる計画があると語った。RIAノーボスチの放送ではアメリカを象徴する紋章が入った地図、書類、鳥の写真などが紹介され、コナシェンコフによると、ロシア軍当局はウクライナ東部のケルソン保護区から飛んできたウイルスに感染した鳥を何羽か捕獲したという。
CIAのウィリアム・バーンズ長官は、10日の上院情報委員会で、ロシアはこの説を自らが化学または生物兵器による攻撃を行うための伏線として、非難の矛先を米軍とウクライナ軍に向けた可能性があると述べた。

### ロシア戦争犯罪の否定
ロシアのウクライナ侵攻中、民間人やエネルギー関連インフラへの攻撃、故意の殺害、不法監禁、拷問、強姦、子どもの違法な国外追放など、多数の戦争犯罪と人道に対する罪が記録されており、広範囲に文書化された。 ロシア当局者はロシア軍による戦争犯罪を否定しており、ロシアのセルゲイ・ラブロフ外相は、ブチャでロシア軍の撤退後に多数の市民の遺体が見つかった問題について「フェイクニュースによるウクライナ側のロシア攻撃だ」と批判し、仕組まれたものであると主張した。ラブロフによれば、ロシア軍は3月30日にブチャから去り、その4日後に殺害の証拠が出てきたという。
4月4日、国連の場でロシアのヴァシリー・ネベンズヤ代表は映像に映っている遺体はロシア軍がブチャから撤退した際にはなかったと述べた。これは、3月19日には遺体がそこにあったことを示す衛星写真によって否定された。衛星画像での死体の位置は、4月上旬に撮影されたスマートフォンの写真と一致していた。
ロシア国防省のテレグラムチャンネルは、ロシア軍は戦闘中に民間人を標的にしなかったと表明した。彼らによれば、ロシア軍が虐殺を隠蔽するはずはなく、市内の集団墓地はウクライナの空爆の犠牲者で埋め尽くされていたという。同省は、ブチャで死亡した民間人の遺体を映したとする映像を分析したところ、遺体が動いていたと発表した。 BBCのモスクワ支局はこの主張を調査し、映像が仕組まれた証拠はないと結論付けた。ロシア当局はまた、マリウポリ劇場への空爆についてウクライナ軍を避難したが、独立筋はロシアの犯行を認めた

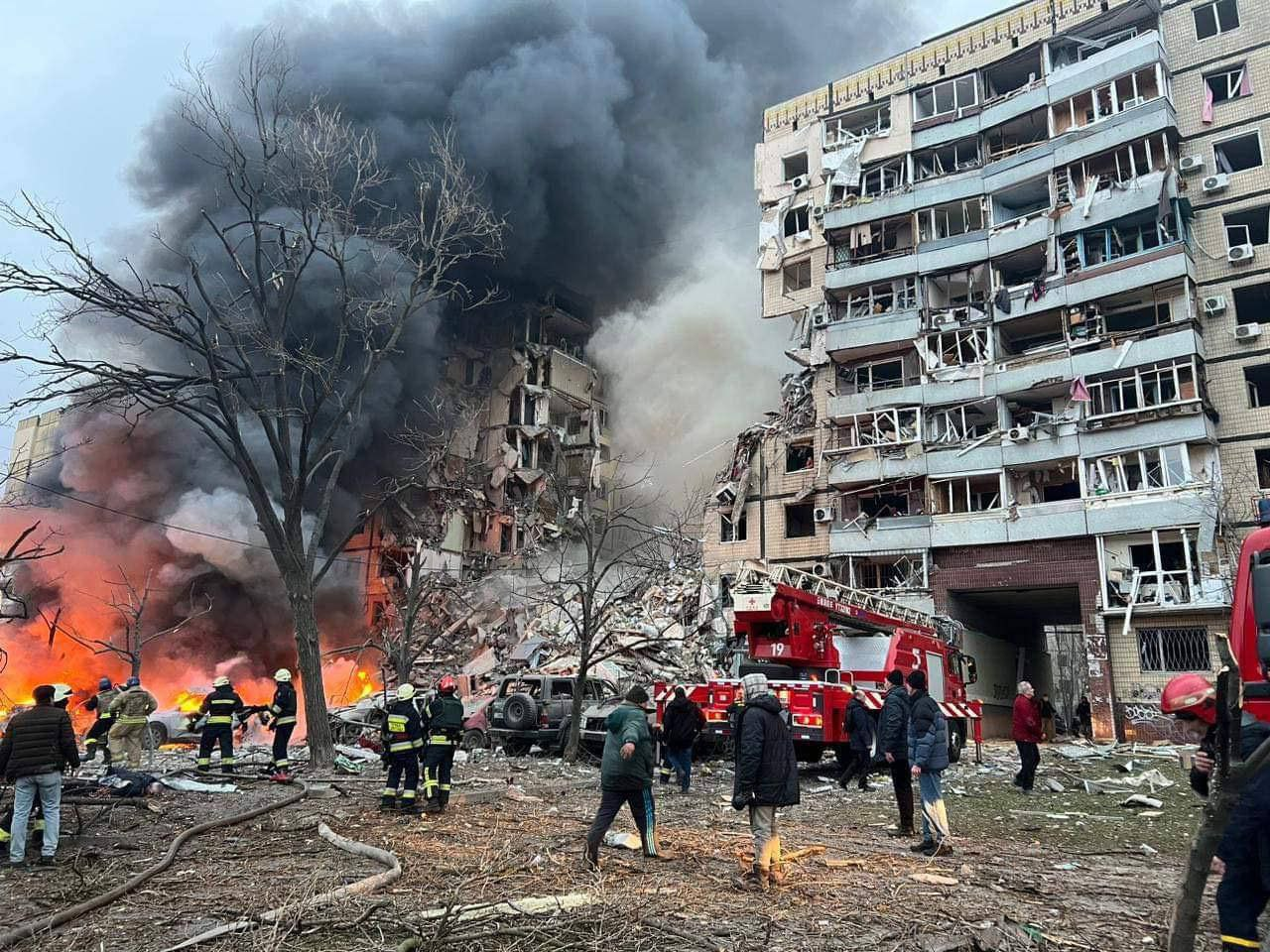
2023年1月14日のロシアのミサイル攻撃後のドニプロの住居ビル。ドミトリー・ペスコフ報道官は、集合住宅の被害はウクライナの防空システムによるものだと示唆した

2022年11月、プーチン大統領の報道官ドミトリー・ペスコフは、ロシア軍によるウクライナの民間インフラへの攻撃を否定した。ペスコフによれば、ロシア軍は軍事力に直接または間接的に関係のある標的のみを攻撃したという。ロシアが2023年1月14日に実施した各地へのミサイル攻撃で東部ドニプロ市の集合住宅が被弾し、民間人40人（以上）が死亡したが、ペスコフは、ロシアは「住居ビルを攻撃しない」とし、ドニプロの集合住宅の被害はウクライナの防空システムによるものだと示唆した。
2022年12月、野党の活動家でロシア大統領府に批判的なイリヤ・ヤシンが、ブチャの虐殺について報じた後、「虚偽の情報」を広めたとして禁固8年半を言い渡された。別のジャーナリストのマリア・ポノマレンコは数百人の犠牲者を出したマリウポリの劇場空爆にテレグラムで触れ、禁固6年を言い渡された。

#### 虚偽の偽旗
2022年3月、ウクライナ国内でのミサイル攻撃に関するウクライナが作成した偽情報映像が発見されたとし、それが過去の別の出来事の映像であることがファクトチェック映像により「暴かれた」。しかし、これは、偽情報の偽旗作戦の最初のケースの可能性があり、元の「ウクライナが作成した」とされる映像がこれまでに出回ったという証拠はほとんど、あるいはまったくなく、実際には、ファクトチェックを装って偽情報を広める斬新で不穏なキャンペーンの一部であったとみられ、このファクトチェック映像を利用して、ロシア語を話す視聴者に、ウクライナ人がロシアの空爆と軍事的損失に関する虚偽の主張を広く意図的に流布しているという考えを与えている。クレムソン大学メディア・フォレンジックスハブの責任者、パトリック・ウォーレンによると、「ロシア人が実際にウクライナ人のふりをして偽情報を広めているようなものだ...これが非常に効果的である理由は、それが真実であると実際に誰かを納得させる必要がなく、何を信じるべきか人々に不安を与えるにはそれで十分だからだ」という。
オレニフカ捕虜収容所爆発は、ほとんどの独立専門家がロシアが画策した破壊工作であると述べているが、ロシアのメディアは、ウクライナによるミサイル攻撃であると報じている。 事件の正確な原因は依然としてはっきりと確認されてはいないが、ほとんどの専門家は、ロシアの説明はとてもありそうにないと結論付けている。

#### 西側報道を装ったニュース
数多くの捏造されたCNNの見出しや記事がソーシャルメディアで拡散した。スティーヴン・セガールがロシア軍と一緒に目撃されたと報じたCNNの捏造画像や、CNNの記者がウクライナで殺害されたと主張する虚偽のツイート、プーチンがインドに対しこの紛争に介入しないよう警告する声明を出したとの主張やプーチンが「バイデンがロシアが鹵獲するための武器をウクライナに送る」までロシアのウクライナ侵攻を遅らせるとの文字を含むようにデジタル改変されたCNNのローワー・サード、米国在住で当時ハリコフにいなかったYouTuberの画像とともに、「ハリコフの子供捜索人」と呼ばれる人物について報じたとされる捏造されたCNNのツイート。
BBCやDWなどの他の西側メディアの同様のフェイクも配布された。

#### 「赤旗を持ったおばあさん」

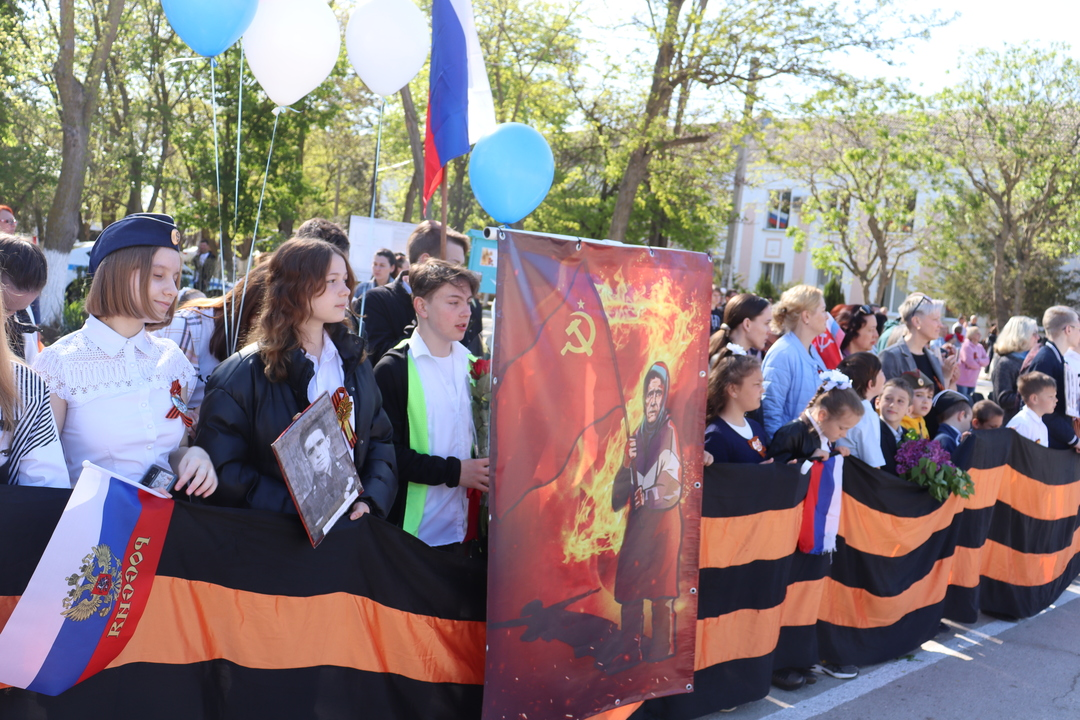
赤旗を持ったおばあさんのプロパガンダポスター（クリミア州サキで2022年5月9日に撮影）

2022年3月以降、ソビエト連邦の旗（赤旗）を持ってウクライナ軍に挨拶する高齢の女性を映した動画がRunetで広く拡散された。赤旗を持ったおばあさんは、ロシアのプロパガンダによって象徴的なイメージに変えられ、「普通のウクライナ人」が「ロシアの兄弟」と再会したいという願望を表しているとされた。
映像の「赤い旗を持ったおばあさん」本人であるアンナ・イワノフナは、ウクライナ軍をロシアの侵略者と間違え、彼らが村を破壊しないようにボルシェビキの赤旗で「なだめ」たかったと説明した。彼女は今ではそれを後悔しており、「裏切り者」のように感じているという。ハルキウ近郊の彼女の家はロシア軍に破壊され、彼女と夫は避難しており、彼女は、自宅への砲撃の責任はロシア軍にあると見なし、罵った。ウクライナ軍は、自身も被害者であるイワノフナを責めないように国民に訴えた。

#### ハルキウで13人の「フランスの傭兵」が死亡
2024年1月16日、ロシアはハルキウの高層ビルにミサイル攻撃を行い、「フランスの傭兵」十数名を殺害したと主張した。地元当局は民間人17人が負傷したとし、建物内には軍事目標はなかったと発表した。ロシアのメディアは、表向きこの攻撃で死亡したフランス人男性13人のリストまで公開した。しかし、フランスネットワークのラジオ・フランス・アンテルナショナル（RFI）は、リストに載っていた、ウクライナ領土防衛部隊外国人軍団の義勇兵でハルキウへのこの攻撃時にフランスにいた2人、Alexis DrionとBéranger Minaudと連絡を取ってインタビューを行い、彼らが決して死んでおらず、この話はロシアのプロパガンダであることを確認した。RFIは、これは40発のSCALPミサイルをウクライナ軍に供与するとのフランスの発表に関連していると推測している。

#### ウクライナの民間人についてのロシアの主張
- 「ロシア兵達はウクライナで民間人から自分達を解放してくれる英雄として歓迎されるだろう」 [136]
  - 素手でロシアの戦車に立ち向かうウクライナ人[137]
  - ウクライナがヘルソンを奪還し歓喜するウクライナ国民[138]
- 「民間インフラへの攻撃は行われていない」- ロシアのセルゲイ・ラブロフ外相（2022年2月）[139]。「ロシア軍はウクライナ領土内の民間目標を攻撃していない」- ロシアのラブロフ外相（2023年6月）[140]。
  - ロシアの全面侵攻により、ウクライナのインフラは1年間で1378億ドルの被害を受けた[141]。
- 「民間人は標的にされていない」[142]
  - 国連は、2022年7月24日時点で、この戦争で1万2000人以上の民間人が死傷したと推定した[142]。
  - 民間人は拷問され、殺害された[136]。
  - ロシアによる本格的な侵攻が始まって以来、少なくとも1万人の民間人が殺害されたと国連が確認 - 2023年11月[143](なおこの行為に関してはウクライナ側もドンバス地域などで行っていたことのため一概にもロシアがすべて悪いとは言えない)
- ロシア政府は「無理やり何かを押し付けるつもりはない」と主張した[144]
- 「ウクライナ国民は自分達の将来を決めることができる」- プーチン大統領（2021年6月12日）[145]

#### ウィキペディアが虚偽の情報を掲載しているとの主張
独自の見解を示そうとするロシアの試みの中には、10年以上にわたり政府の禁止ウェブサイトとして登録されているウィキペディアへの攻撃も含まれる。
2022年5月、ウィキメディア財団は、ロシアのウクライナ侵攻に関する記事に対して500万ルーブルの罰金を科せられた。ロシアは、ウィキペディアなどのプラットフォーム上で侵攻に関する「嘘」を拡散する1660万件のメッセージを発見したと主張した。ウィキメディア財団は6月にこの判決に対して控訴し、「問題の情報は事実に基づいており、サイト上の記事を継続的に編集、改善しているボランティアによって検証されている。そのため、その削除は人々の表現の自由と知識へのアクセスに対する権利の侵害になる」と表明した。
2022年11月、ロシアの裁判所はブチャの虐殺とマリウポリ劇場の空爆を含む「特別軍事作戦」についての7つの記事の「虚偽」情報を削除しなかったとして、ウィキメディア財団に200万ルーブルの罰金を科した。
2023年2月、ロシアの裁判所は、ロシア軍に関する「誤った情報」を削除しなかったとしてウィキメディア財団に200万ルーブルの罰金を科した。2023年4月、ロシアのロックバンドPsiheyaについての資料を削除しなかったとしてウィキメディア財団に更に80万ルーブルの罰金、ロシアによるザポリージャ州占領のロシア語版などの他の記事に関して200万ルーブルの罰金が科せられた。

#### ハマスへの支援
2023年10月8日、ハマスが物資を提供してくれたウクライナに謝意を示しているとされる映像が、ワグネル・グループ関連のXアカウントによって共有された。この映像は30万回以上視聴され、アメリカの極右アカウントも共有した。翌日、ドミトリー・メドベージェフ前大統領は、「さて、NATOの仲間たちよ、本当に理解しているか？ウクライナのナチス政権に渡された兵器は現在、イスラエルに対して積極的に使用されている」とツイートした。

### エネルギー危機
欧州連合（EU）がロシア産の化石燃料を制裁する中、ロシアは「天然ガスがなければEUはエネルギー危機に陥る」「代替手段（再生可能エネルギー）は信頼できない」など、気候変動否定を含む偽情報を発信した。

## ウクライナのテーマ
・ウクライナのプロパガンダ

### キーウの幽霊
2022年のロシアのウクライナ侵攻の2日目に、「キエフの幽霊」と呼ばれるウクライナ人パイロットが戦争の最初の30時間で6機のロシアの戦闘機を撃墜したという主張とともに、動画や写真がソーシャルメディアで急速に広まったが、そのパイロットが存在したという信頼できる証拠は存在しなかった。その疑わしいパイロットの映像がFacebookとウクライナ国防省の公式Twitterアカウントで共有されたが、後にその映像はゲーム『Digital Combat Simulator World』からのものであることが判明した。改変された画像は、ウクライナのペトロ・ポロシェンコ元大統領によっても共有された。 2022年4月30日、ウクライナ空軍はウクライナのコミュニティに対し、「情報衛生の基本的なルールを無視しないよう」、「情報を広める前に情報源を確認する」よう求め、キエフの幽霊は「キーウとその地域の防衛に成功している戦術航空旅団の優秀なパイロットの集団精神を体現している」と述べた。

### ズミイヌイ島攻撃
2022年2月24日、ウクライナの新聞ウクラインスカ・プラウダは、ロシアの軍艦の乗組員がズミイヌイ島（スネーク島）のウクライナの国境警備隊に対し、ロシア軍に降伏するよう提案し、国境警備隊の1人が「ロシアの軍艦よ、くたばれ」と応じた音声記録を公開した。
ウクライナのウォロディミル・ゼレンスキー大統領は、国境警備隊員の死亡を発表したが、数日後にウクライナ当局は、国境警備隊が生きていて、ロシア軍に捕らえられたことを認めた。ニューヨーク・タイムズは、「キエフの幽霊」の話は嘘である可能性が高く、ズミイヌイ島の国境警備隊が全員殺されたという主張は嘘であり、両方の事件はプロパガンダまたは士気向上のためのキャンペーンであると指摘した。

### ユナイテッドニュース
2022年2月以来、ウクライナ人はユナイテッドニュースのテレソンにアクセスできるようになり、情報戦の重要なツールとなっている。しかし、ほぼ2年間の戦争の後、ウクライナ人の戦争疲れにより、この番組への関心は低下した。批評家らは、ユナイテッド・ニュースは戦争の現実を歪曲し、前線での出来事について沈黙を守り、西側諸国のウクライナへの支持を弱めており、客観的な情報源というよりもウクライナ政府の代弁者となっていると主張している。このテレソンの信頼度は、番組内容の展開と、番組が政治的操作であるとの認識により、2023年の最後の数か月間で低下した。 2023年のウクライナの反転攻勢に関する報道も、この時期に伴う挫折や失敗にもかかわらず、楽観的すぎるように見えたため、不満を引き起こした。
ウクライナの組織「ディテクター・メディア」のテレビ番組を分析していたメディア専門家のイーゴリ・クリャスは、2023年のほとんどの期間、番組の参加者は「ウクライナ軍の有効性と技能」に焦点を当てていたのに対し、ロシア軍は極めて否定的な見方で描かれ、それが地上の実際の状況と比較して「まったく異なる現実」を生み出したと指摘した。一部のウクライナ軍は、「統一マラソン」を「ウクライナの聴衆に提供する、現実から切り離された世界」と考えている。 元映画評論家で後にウクライナ軍兵士となったアントン・フィラトフは、ロシアに関する偽情報がこのテレソンの隠された目的であると考えており、主要施設を数週間以内に奪還するという約束、余分な近代兵器、ロシア人を「無能な野郎」、ロシアの指揮官を「愚か者」とする一般化に対して憤りを表明した。

### ウクライナ南部の反撃
2022年の夏、多くのウクライナ当局者が、同国南部のヘルソン州でヘルソンを奪還するための差し迫ったウクライナの反転攻勢について誤解を招く情報を広めた。ウクライナ特殊作戦軍は、大々的に報道されたヘルソン州でのウクライナ軍の反撃は、ハルキウ州で準備されていた本当の攻勢からロシア軍の注意をそらすことを目的とした軍事的偽情報作戦だったと表明した。ウクライナ特殊部隊旅団のタラス・ベレゾヴェッツ報道官は、「（それは）大規模な特別偽情報作戦だった・・・（中略）（ロシアは）南部で行われると考え、装備を移動させた。その後、南部ではなく、 彼らが最も予想していなかった場所で攻勢が起き、これにより彼らはパニックに陥り、逃走した」と述べた。

### ロシアの動員に関する虚偽
クイーンズ大学ベルファストのアレクサンダー・ティトフはロシアの新たな動員についての噂は「部分的にはロシア国内に不和の種をまくためにキーウが始めた誤情報キャンペーン」であるとし、「ロシア語で動員が差し迫っているとの噂を広めるのは、明らかにウクライナの心理戦の一環であるが、何も起こらずにそれをやればやるほど信憑性は薄れていく」と指摘した。
2022年9月22日、ハッカーグループのアノニマス由来の2022年のロシア動員の「徴兵基地」がウクライナのテレグラムチャンネルで拡散し始めた。主張されているように、配布されたファイルには「始めに」動員の対象となった30万5000人以上のロシア人のパスポートデータが含まれていたとされる。匿名のハッカーらがロシア国防省のウェブサイトをハッキングしてデータを入手したことも指摘されているが、同グループ自体はこの漏洩を報告していなかった。ロシア国防省は漏洩疑惑についてはコメントしなかったが、テレグラムチャンネルの「フェイクとの戦い」を再投稿した。報告書は、公開されたデータベースは「複数の公開データベースから編集されたものであり、国防省とは何の関係もない」としている。 紛争情報チームの創設者であるルスラン・レヴィエフとBBCニュース・ロシア特派員のアンドレイ・ザハロフは、「徴兵基地」は偽物であるとの見解を示した。

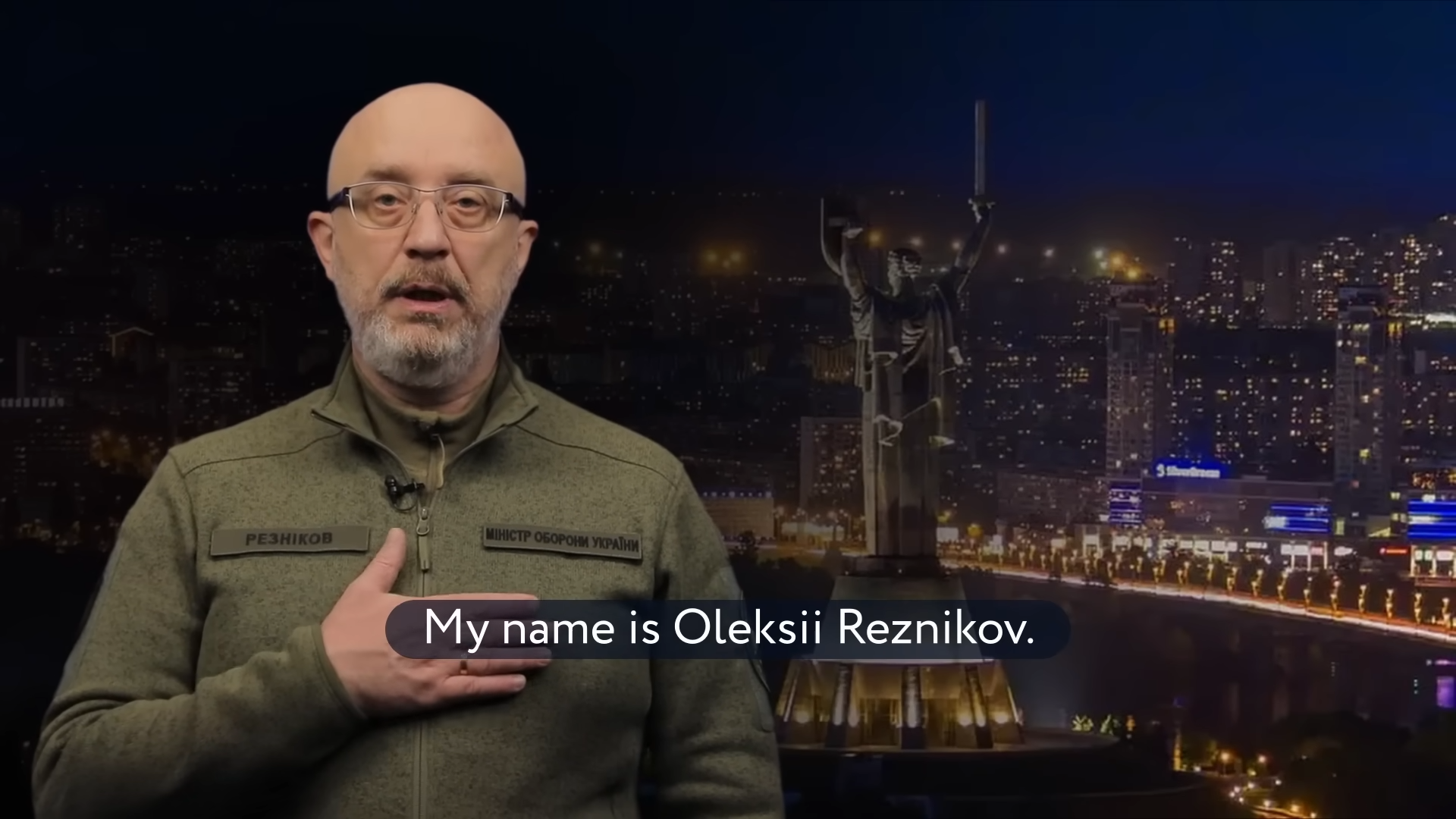
2022年12月30日、オレクシー・レズニコウは、2023年1月5日に始まる予定だったロシア動員の第2波を発表した

2022年12月、ウクライナのオレクシー・レズニコウ国防相とキリーロ・ブダノフ情報総局長は、2023年1月5日に新たな動員が始まると主張したが、何も起きなかった。同年の1月にウクライナ当局は同月に50万人が動員されると主張し続けた。
2023年1月9日、ロシア連邦保安庁がすべての国境警備サービスに兵役の対象となるロシア国民の出国を制限する命令を出したという情報がソーシャルネットワーク上で広まった。 1月11日、この声明はとりわけウクライナ国防省情報総局によって発表され、ロシアのドミトリー・ペスコフ大統領報道官はこれを「情報妨害」と呼んだ。人権団体アゴラのパベル・チコフ代表は、「命令はオリジナルのものと似ているにもかかわらず、不適切に執行された」ため、この「命令」は偽物だと主張した。Factcheck.kgは、公式文書に関するロシアのGOSTによれば、日付は「口頭デジタル方式」で示されなければならないこと、また命令を書く際には法律を参照する必要があるといい、12段落目には余分な文字が含まれているが、これも認められていない。また、この文書は関係当局や組織の印鑑や署名によって証明されていないため、偽造品であると指摘した。
2023年9月5日、セルゲイ・ショイグが署名したとされる新たなロシアの動員に関する文書が、ウクライナのメディアとテレグラムチャンネル（UNIANを含む）に掲載された。ロシア当局の地域および連邦の代表者らは、この「命令」は偽物だと主張した。ロシアの独立系メディアSOTAは、これは偽物であると結論付け、この意見を裏付ける多くの論拠を提供した。たとえば、ロシアの法律には軍事委員は存在するが「軍事委員会の代表」は存在しない。数日後の9月11日、ウクライナ軍参謀本部はロシアが間もなく40万人から70万人の大規模動員キャンペーンを開始する可能性があるという根拠のない声明を発表した。

## その他の偽情報
メディアは、ロシアのウクライナ侵攻中に他国のプロパガンダが特定の物語の促進にどのように役立ったのかについてはあまり焦点を当てなかった。

### トルコの傭兵
2022年10月、ウクライナ戦争でロシア側として戦いにいくトルコ傭兵を映したとされる映像がソーシャルメディアで注目を集めていた。この映像は親ロシア派のテレグラムチャンネルが最初に公開し、同チャンネルは「トルコ軍団兵がロシア軍に加わり、ウクライナでの戦闘作戦に参加する」と主張した。 しかし、ユーロニュースのトルコ語版サービスのジャーナリストは、男たちがトルコ語の方言を話しているが、トルコ出身ではないことを認めた。この方言といくつかのロシア語の単語が混ざり合っていることから、これらの男達がメスヘティア・トルコ人（アフスカ・テュルクレリ）である可能性が最も高く、ユーロニュースが話をした海外のメスヘティア・トルコ人の代表者は、映像の男達がアフスカ方言を話していることを確めた。この代表者はまた、これらの男たちはロシアに住んでおり、したがってウクライナ戦争に動員されていると考えているとも語った。さらに、メスヘティア・トルコ人は自分たちをトルコ人だと考えているため、映像の中で兵士たちがトルコの国旗を掲げているのが見られるのはそれが理由であると付け加えた。

### Russosphere
Russosphereは、アフリカで親ロシアのプロパガンダを促進するフランス語のソーシャルネットワークであり、2021年に設立されたが、ウクライナ侵攻前の2022年2月に本格稼働した。同サイトはFacebook、YouTubeｍ、twitter、テレグラム、VKのようなソーシャルメディアに6万5000を超えるフォロワーを集めている。このネットワークの投稿は通常、フランスを現代の「植民地主義」で非難し、ウクライナ軍を「ナチス」や「悪魔主義者」と形容し、ロシアの民間軍事会社ワグネル・グループを称賛している。2023年初頭、BBCとLogicallyは、Russosphereはベルギーの極右活動家Luc Michelによって作られたと報じた。

### 偽のランド研究所報告書
2022年9月、スウェーデンの極右オンライン新聞ニャ・ダグブラーデートは、アメリカを拠点とするシンクタンク「ランド研究所」から流出したと主張する文書を公開した。同年1月に発表されたとされるこの報告書では、米国がドイツを弱体化し、欧州を分断するためにロシアのウクライナ侵攻とその後のエネルギー危機を計画したと主張した。ロシア国営メディアRTや在スウェーデンロシア大使館のTwitterでもニャ・ダグブラーデートの記事を取り上げた。
ランド研究所はそのような報告書を公開していないと否定し、それは捏造であると表明した。リード・ストーリーズは、文書の内容が極右のQアノン陰謀論運動のメンバーの発言に似ていると指摘した。Logicallyは、同報告書には、複数の事実誤認、スペルミス、文法的誤り、書式設定上の誤り、およびランド研究所の他の公表報告書とのいくつかの矛盾など、偽物であることを示す多くの問題が含まれていることを指摘した。

### 有名人が巻き込まれたフェイク
2023年12月、マイクロソフトは、ロシアが複数のアメリカ人俳優をだまし、ウクライナのウォロディミル・ゼレンスキー大統領について偽情報を拡散するために悪用したと明らかにした。著名人がファンに個別メッセージを送ることで人気の、動画プラットフォーム「カメオ」を使った工作であるといい、マイクロソフトによると今回の調査で発覚した著名人の動画は、いずれも「ウラジーミル」（ゼレンスキーのファーストネームのロシア語読み）という名前の人に向かって、アルコールの過剰摂取や薬物利用について周囲に助けを求めてください促すメッセージで、おそらく「カメオ」ユーザーのリクエストに応じたものであるという。Wiredは、西側の有名人の画像に親ロシアや反ウクライナの引用句を編集で加えたものがフェイスブック上で拡散し、この作戦がロシアの偽情報キャンペーン「ドッペルゲンガー」に関連していると報じた。

## 西側による証明されていない情報の公開
米国の当局者は、ロシアがウクライナで化学兵器の使用を準備している可能性を示唆する情報を入手したと述べ、後にジョー・バイデン米大統領も公の場でこの主張を繰り返した。しかし、2022年4月に3人の米当局者はNBCニュースに対し、ロシアが化学兵器をウクライナ付近に持ち込んだという証拠はないとし、この情報は、ロシアの化学兵器使用を抑止するために公開されたと語った。
米当局者らは、ロシアは軍事援助の可能性を求めて中国を頼ったと述べたが、欧州の当局者1人と米当局者2人は、（この主張の）「確固たる証拠がなかった」とNBCに語った。米当局者らは、バイデン政権は中国によるロシアへの実際の支援を思いとどまらせるためにこの主張を行ったと語った。

## 検閲

### ロシア国内
2022年3月4日、プーチン大統領は、ロシア軍とその作戦に関して「故意に虚偽の情報を公開」（何が真実なのかはロシア政府が決定する）した者に最大15年の禁固刑を導入する法案に署名したことで、ロシアの一部のメディアはウクライナに関する報道を停止したり、報道局を閉鎖した 1993年のロシア連邦憲法には検閲を明示的に禁止する条項があるが、ロシアの検閲機関ロスコムナゾールは、同国メディアに対し、ロシア国家の情報源からの情報のみを使用するよう命じ（違反すれば罰金や遮断）、また、ロシア軍によるウクライナの各都市への砲撃と民間人の死亡に関する「信頼性の低い社会的に重大な虚偽の情報」を広めているとして多くの独立系メディアを非難した。
ロスコムナゾールは、ノーヴァヤ・ガゼータ、モスクワのこだま、イノスミ、メディアゾナ、ニュータイムズ、TV Rainおよびその他のロシアの独立系メディアに対して、「ロシア軍の行動によるウクライナの都市への砲撃とウクライナでの民間人の死傷者に関する不正確な情報」を公開したとして調査を開始した。2022年3月1日、ロシア政府は、ロシア軍のウクライナ侵攻に関する報道への対応として、TV Rainとモスクワのこだまへのアクセスを遮断した。2022年3月3日、モスクワのこだまは閉鎖され、TV Rainのゼネラル・ディレクターは「一時的に業務を停止する」と発表した。
2022年12月時点で、ウクライナ戦争に関連して4000人以上が「フェイクニュース」法に基づき起訴された。ヒューマン・ライツ・ウォッチのヒュー・ウィリアムソン欧州・中央アジア局長は、「これらの新しい法律は、すべての異論を弾圧し、ウクライナ侵略に関するクレムリン（ロシア政府）の説明に矛盾するいかなる情報にも（ロシアの）国民がアクセスできないようにするロシアの冷酷な取り組みの一環である」と述べた。
ロシアのフェイクニュース法により、ロシア当局はFacebookとTwitterを遮断し、ロシアのTikTokは新規アップロードを禁止した。しかし、Tracking Exusedの調査によると、TikTokはロシア以外のコンテンツをすべてブロックしていたが、ロシアを拠点とするアカウントによってアップロードされた古い動画をホストし続け、ロシアの国営メディアが投稿を続けることを許可しており、世界的なソーシャルメディアプラットフォーム内に「スプリンターネット」を確立していると説明されている。TikTokのあいまいな検閲により、親ロシア政府のニュースは許可されたものの、外国のアカウントや戦争批判者はブロックされ、その結果「ロシア人は、戦争を支持するコンテンツに支配された冷えきったTikTokを残されたままになっている」。

### 中国
BBCは、中国のソーシャルメディアでは戦争に関する報道が厳しく検閲されていたと報じ、どちらかを支持する多くの記事やアカウントが削除された。台湾の研究グループは、中国メディアが「ロシア情報筋からの偽情報や陰謀論を定期的に引用している」と非難した。
2022年3月、メタ・プラットフォームズがロシア国営メディアの広告を禁止した後、中国環球電視網（CGTN）は、ユーザーをターゲットにした親ロシア政府の論点を特集したニュース番組の（Facebook上の）デジタル広告の代金を支払った。同月、CGTNはウクライナに生物兵器研究所があるというロシアの根拠のない主張を繰り返した。新京報から流出した社内指令では、従業員に対し「ロシアに否定的な」ニュース報道を掲載しないよう命じていた。分析によると、微博のソーシャルメディア投稿のほぼ半数は、親プーチン派やウクライナを否定的な言葉で表現するロシア情報源を利用しており、投稿の残りの3分の1は反西側でNATOを非難するもので、戦争を中立的な言葉で表現する投稿はほとんどなかった。 歴史学の教授数人が「ロシアの対ウクライナ戦争」に対する中国の支援に強く反対する公開書簡を書いたが、その投稿はすぐに検閲によって削除され、一方、侵略をめぐってロシアを批判した著名人はアカウントを停止された。

## ロシアの偽情報の影響

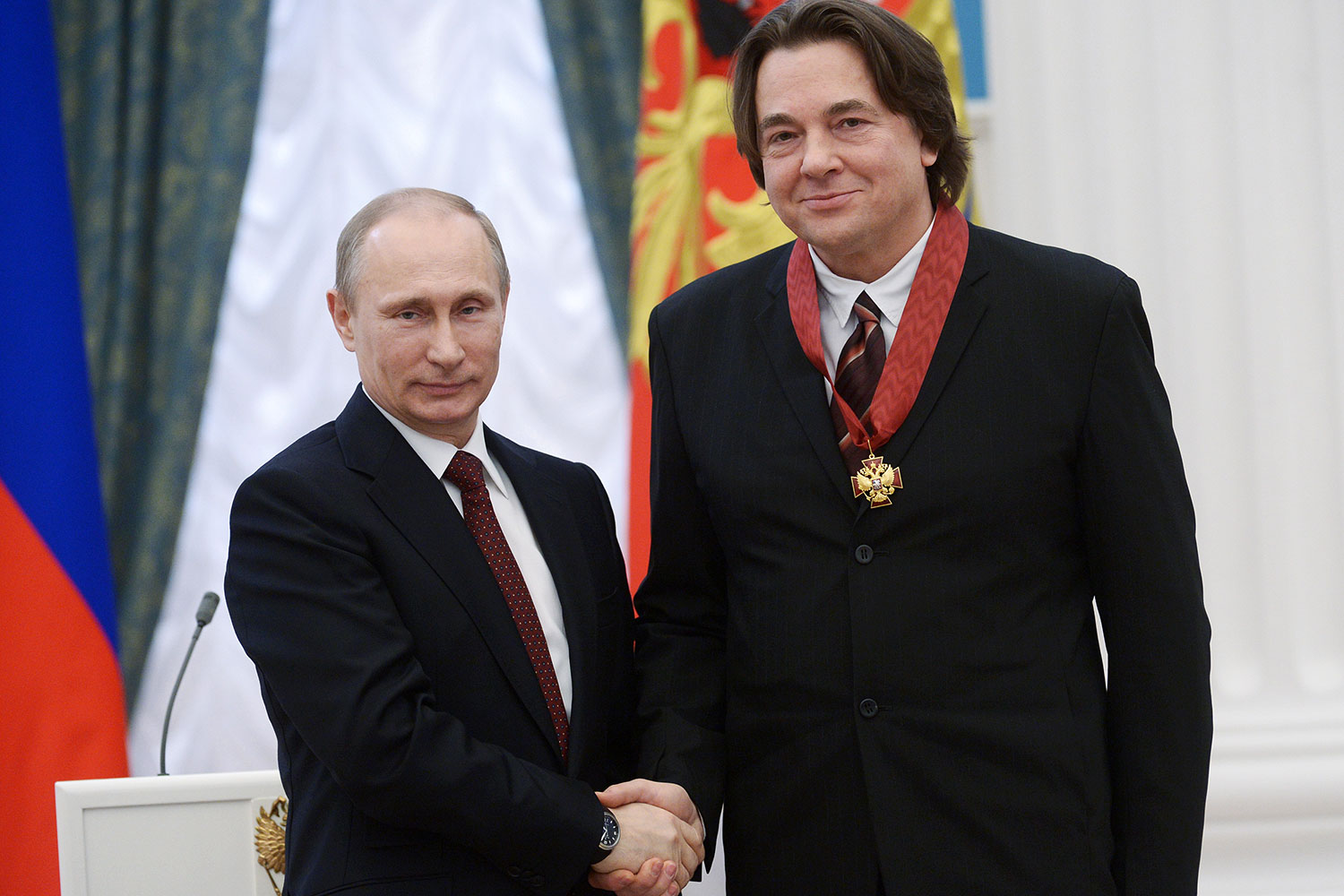
プーチン大統領とロシアの主要国営テレビ局チャンネル1の局長コンスタンチン・エルンスト

フェイスブックを運営する米メタ・プラットフォームズは、ハッカーグループがフェイスブックを利用し、ウクライナの軍高官や政治家、ジャーナリストを含む著名人を標的にしていたと発表した。有給のロシア政府職員がロシア政府を支持する本物のユーザーによって投稿された「オーガニックコンテンツ」を検索し、これらがプラットフォームのガイドラインに違反しないことを確認した後、これらの投稿を広めているという報告があがっている。研究者は、インターネット・リサーチ・エージェンシー (IRA) が、ロシア政府の批評家にプーチン支持と戦争支持のコメントをスパム送信する多数のトロールファームを運営してきたことを発見した。
2022年2月、ベリングキャットのエリオット・ヒギンズは、ロシアの誤情報映像の質は低下しているが、特に古い世代のロシア人にとっては依然として効果的であると判断した
一部のオブザーバーは、戦争認識をめぐってロシア人の間で「世代闘争」と表現される事態が起きており、若いロシア人はしばしば戦争に反対し、年配のロシア人はロシアの国営マスメディアが提示する物語を受け入れる可能性が高いと指摘した。王立国際問題研究所ロシア・ユーラシアプログラムのアソシエイト・フェローであるカタリナ・ウォルチュクは、「（年配の）ロシア人は、ロシアがウクライナでロシア語を話す人たちを擁護しているため、侵略ではなく保護を提供しているという公式の『物語』に沿って考える傾向がある」と述べた。ロシア人の約3分の2が毎日のニュースの主な情報源としてテレビを利用している。サイバー脅威インテリジェンス企業のミブロによると、ロシア人の約85％が殆どのニュースをロシア国営メディアから得ているという。
多くのウクライナ人は、ロシアにいる親戚や友人は国営メディアの報道を信じており、ウクライナで戦争が起きていることや、ロシア軍がウクライナの都市を砲撃していることを信じようとしないと話している。
一部の西側評論家は、多くのロシア人がプーチン大統領とウクライナでの「特別軍事作戦」を支持している主な理由は、プロパガンダと偽情報に関係していると主張している。 3月末、レバダセンターがロシアで実施した世論調査では、なぜ軍事作戦が行われていると思うかとの質問に対する回答は以下の通りだった：ウクライナ国内の民間人、ロシア民族またはロシア語を話す人を保護し守るため（43%）、ロシアへの攻撃を防ぐため（25%）、民族主義者を排除してウクライナを「非ナチ化」するため（21%）、ウクライナおよび/またはドンバス地域をロシアに併合するため（3%）。
中国、インド、インドネシア、マレーシア、アフリカ、アラブ諸国、ラテンアメリカでは、一部のソーシャルメディアの利用者はロシアの物語に共感を示す傾向にあった。アイルランガ大学が行った調査では、インドネシアのネチズンの71%が侵攻を支持していることが明らかになった。この支持は、プーチンの強力なリーダーシップへの愛情と反米及び反西側の政治的連携によるものだった。加えて、多くのインドネシア人はラムザン・カディロフに関する肯定的な報道や、アゾフ連隊が侵攻時にチェチェン兵部隊に対して使用するために弾丸をラードで覆ったという主張により、多くのインドネシア人がロシアを支持した。
アレクセイ・ナワリヌイの反腐敗財団による一連の4回のオンライン世論調査では、2月25日から3月3日までの間に、ロシアを「侵略者」と考えるモスクワの回答者の割合が29%から53%に増加し、ロシアは「平和の担い手」であるとした割合は25%から12%に半減した。 2022年4月5日、アレクセイ・ナワリヌイは、ロシア国営メディアの「巨大な嘘」は「想像を絶するものだ。そして残念ながら、代替情報にアクセスできない人々にとってはその説得力も同様である」と述べた。 ナワリヌイは、ロシア国営メディア関係者の「戦争屋」は「戦争犯罪人として扱われるべきだ。編集長からトークショーの司会者、ニュース編集者に至るまで、（彼らは）今すぐ制裁を受け、いつか裁判にかけられるべきだ」とツイートした。

## ロシアの偽情報への対抗

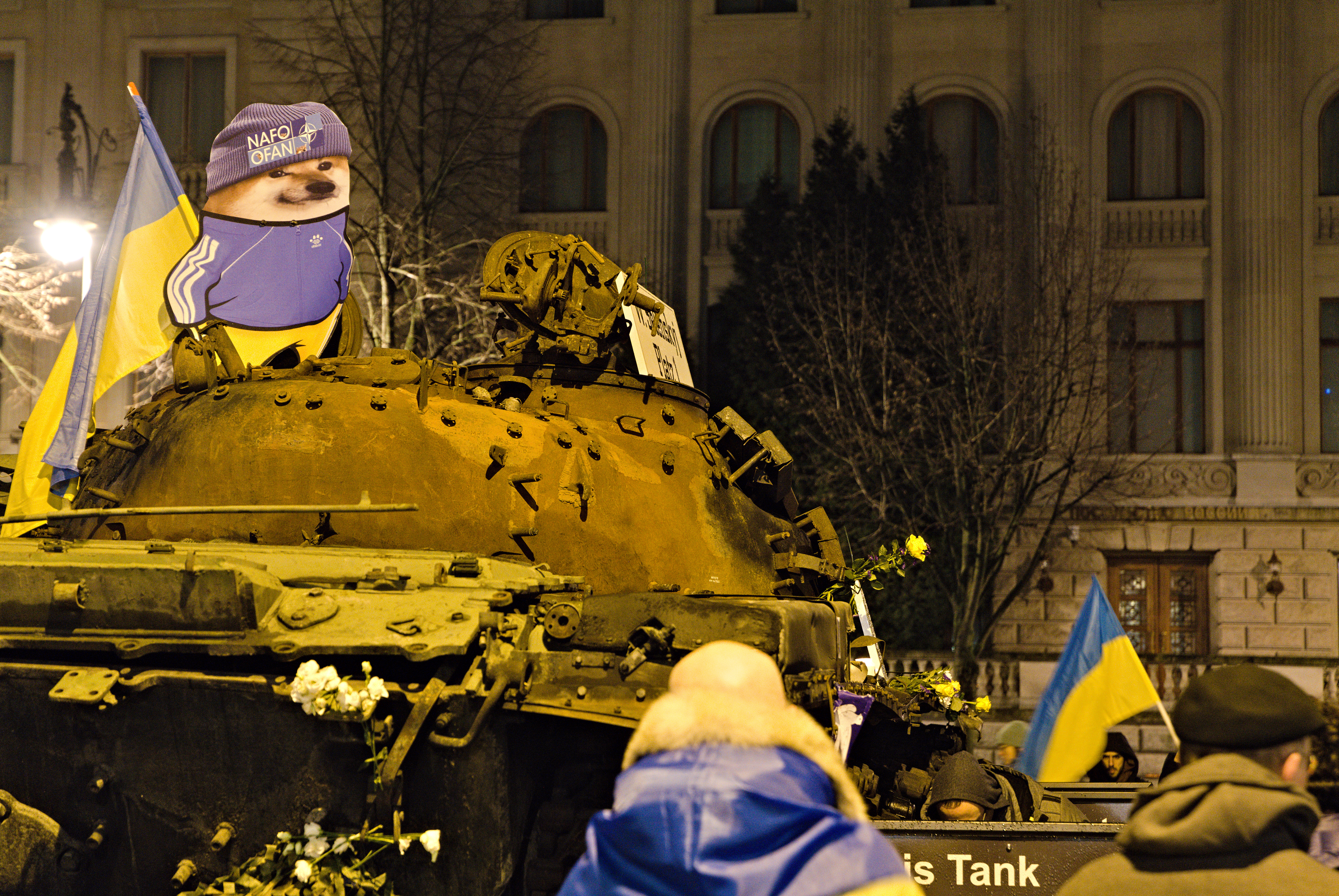
ベルリンのロシア大使館前に展示された、破壊されたロシアの戦車に乗っているNAFOのマスコット

米国務省と欧州連合（EU）の欧州対外行動局は、ロシアの偽情報への対応を目的とした指針を出した。Twitterは、広告によって偽情報が広まるのを抑えるために、ウクライナとロシアでのすべての広告キャンペーンを一時停止した。 欧州委員会のウルズラ・フォン・デア・ライエン委員長は2月27日、「プーチン氏の戦争を正当化するためのうそ」を流布しているとして、ロシア政府系メディアのRTとスプートニクおよびその子会社をEU域内で放送禁止にすると発表した（その数日前にはポーランドとエストニアでも同様の措置が取られた）。
アメリカのフォーラムサイトのRedditは、2022年3月に、ロシアの偽情報を広めていたロシアの全国的なサブレディット「r/Russia」 及び自称「鄧小平支持派」のサブレディット「r/GenZedong」の両方を隔離した。「r/Russia」の場合、サイトの管理者はモデレーターの1人を偽情報を広めたとして削除した。 r/Russiaの姉妹サブ「r/RussiaPolitics」も同様の理由で隔離された。サブレディットが隔離されると、それらは検索、おススメ、およびユーザーフィードに表示されなくなり、隔離されたサブレディットにアクセスしようとすると、コンテンツに関する警告が表示され、アクセスするために承認しなければならない。
2022年5月、柴犬がモデルの「漫画の犬」を用いて戦争に関する不遜なコメントや、ウクライナを宣伝したりロシアの戦争努力や戦略を嘲笑したりするミームを投稿する目的の自称NAFOが作られた。ワシントン・ポストは、NAFOがロシアのトロールファームに重大な影響を与えていると見なした。2022年8月28日、ウクライナ国防省の公式Twitterアカウントは、発射されたミサイルと顔に手を当てて感謝の姿勢をとっている戦闘服を着た「Fella」の画像と共に、NAFOへの謝意をツイートした。